# European Union of Private Higher Education
Die European Union of Private Higher Education (kurz EUPHE, deutsch Europäische Union für Private Hochschulbildung) ist der Spitzenverband der europäischen Privathochschulen mit Sitz in Brüssel.
Sie vertritt die Interessen der privaten Universitäten und Hochschulen auf europäischer Ebene. Sie ist als Internationaler Verband ohne eigenwirtschaftlichen Zweck nach belgischem Recht unter der Nr. 4.871 im Bureau Sécuritè Juridique de Bruxelles eingetragen.

## Geschichte
Die EUPHE wurde im Juni 2018 von den Verbänden der Privathochschulen Deutschlands (VPH), Frankreichs (UGEI und UNFL), Österreichs (ÖPUK), Portugals (APESP) und Spaniens (AEEN) gegründet. Im Jahre 2020 traten ihr der Verband der irischen Privathochschulen (HECA) und die SWPS aus Polen bei. Insgesamt repräsentiert EUPHE derzeit über 450 private Hochschulen aus diesen Ländern. Gründungspräsident von 2018–2020 war der Franzose Jean-Michel Nicolle. Amtierender Präsident für die Periode 2020–2022 ist der Deutsche Klaus Hekking.

## Aufgaben
Satzungsgemäße Aufgabe der EUPHE ist die Schaffung günstiger Rahmenbedingungen für die nichtstaatlichen Universitäten und Hochschulen in Europa durch
- Austausch von Erfahrungen und bewährten Praktiken;
- Erstellung gemeinschaftlicher Stellungnahmen bei politischen Debatten in Europa über das Hochschulwesen;
- Interventionen bei der Europäischen Union, dem Europarat, der UNESCO, und anderen internationalen Organisation mit Bezug zum Bildungswesen;
- Beobachtung der Entwicklung der Bildungspolitik im Hochschulsektor in den Ländern Europas, ihrer Ergebnisse sowie europäischer Initiativen in diesem Bereich;

EUPHE setzt sich dabei für die Verwirklichung des durch Art. 13, 14 Abs. 3 und 16 der Charter der Grundrechte der Europäischen Union garantierten Rechts auf Gründung und Betrieb nicht-staatlicher Hochschulen in allen EU-Mitgliedsstaaten ein.